# Belle Vue
Belle Vue är en stadsdel i Carlisle, i unparished area Carlisle, i distriktet Cumberland, i grevskapet Cumbria, i England. Stadsdelen hade 6 895 invånare år 2021. Belle Vue var en civil parish 1894–1912 när blev den en del av Carlisle och Grinsdale. Civil parish hade 339 invånare år 1911.